# Горицы (Ленинградская область)
Го́рицы (фин. Koritsa) — деревня в Большеврудском сельском поселении Волосовского района Ленинградской области.

## История
Впервые упоминается в Писцовой книге Водской пятины 1500 года как деревня Горици в Богородицком Врудском погосте.
На карте Ингерманландии А. И. Бергенгейма, составленной по шведским материалам 1676 года, она обозначена как деревня Gåritsa.
На шведской «Генеральной карте провинции Ингерманландии» 1704 года — как Gåritza.
Как деревня Горица она обозначена на «Географическом чертеже Ижорской земли» Адриана Шонбека 1705 года.
Согласно карте Ингерманландии А. Ростовцева 1727 года деревня называлась Гороцы.
На карте Санкт-Петербургской губернии Я. Ф. Шмидта 1770 года упоминается как деревня Горицы.
Согласно карте Санкт-Петербургской губернии Ф. Ф. Шуберта 1834 года деревня Горицы состояла из 25 крестьянских дворов.

ГОРИЦЫ — деревня принадлежит супруге генерал-адъютанта Адлерберга, число жителей по ревизии: 62 м. п., 58 ж. п. (1838 год)

На этнографической карте Санкт-Петербургской губернии П. И. Кёппена 1849 года она обозначена как деревня «Goritz», расположенная в ареале расселения савакотов. В пояснительном тексте к этнографической карте она записана как деревня Goritz (Горицы) и указано количество её населения на 1848 год: савакотов — 17 м. п., 22 ж. п., всего 39 человек, а также отмечено, что «русских в деревне большинство».
На карте профессора С. С. Куторги 1852 года обозначена деревня Горицы из 23 дворов.

ГОРИЦЫ  — деревня супруги генерала от инфантерии Адлерберга, 10 вёрст по почтовой, а остальные по просёлочной дороге, число дворов — 23, число душ — 41 м. п. (1856 год)

ГОРИЦЫ — деревня владельческая при колодце, по левую сторону Рожественского тракта, от Ямбурга в 40 верстах, число дворов — 24, число жителей: 63 м. п., 67 ж. п. (1862 год)

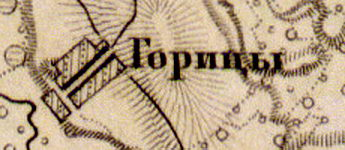
Деревня Горицы на карте 1863 года

В 1871 году временнообязанные крестьяне деревни выкупили свои земельные наделы у графини М. В. Адлерберг и стали собственниками земли.
В конце XIX — начале XX века деревня административно относилась ко Врудской волости 1-го стана Ямбургского уезда Санкт-Петербургской губернии. Население деревни было смешанным — финско-русским.
С 1917 по 1924 год деревня Горицы входила в состав Врудского сельсовета Врудской волости Кингисеппского уезда.
С 1924 года в составе Летошицкого сельсовета.
Согласно данным переписи населения СССР 1926 года в деревне Горицы проживали 129 человек, большинство русские, а также финны.
С 1927 года в составе Молосковицкого района.
В 1928 году население деревни также составляло 129 человек.

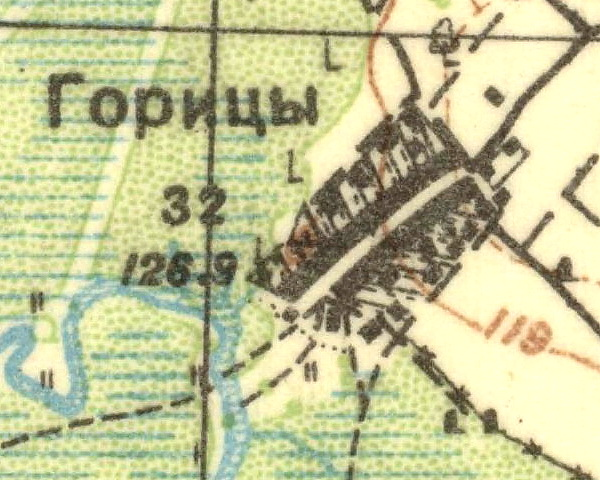
План деревни Горицы. 1930 год

Согласно топографической карте 1930 года деревня насчитывала 32 двора.
С 1931 года в составе Волосовского района.
По данным 1933 года деревня Горицы входила в состав Летошицкого сельсовета Волосовского района.
С 1 августа 1941-го по 31 декабря 1943 года германская оккупация.
С 1954 года в составе Врудского сельсовета.
С 1963 года в составе Кингисеппского района.
С 1965 года вновь в составе Волосовского района. В 1965 году население деревни составляло 45 человек.
По административным данным 1966, 1973 и 1990 годов деревня Горицы входила в состав Врудского сельсовета с административным центром в посёлке Вруда.
В 1997 году в деревне Горицы проживали 8 человек, деревня относилась ко Врудской волости, в 2002 году — 10 человек (русские — 90 %), в 2007 году — 6 человек.

## География
Деревня расположена в центральной части района на автодороге 41К-366 (подъезд к дер. Горицы).
Расстояние до административного центра поселения — 3,5 км.
Расстояние до ближайшей железнодорожной станции Вруда — 4 км.

## Демография
| 1862 | 2002 | 2007 | 2010 | 2017 |
| ---- | ---- | ---- | ---- | ---- |
| 130  | ↘10  | ↘6   | ↗26  | ↘8   |

### Национальный состав
Согласно данным Всероссийской переписи населения 2021 года в деревне проживали 5 человек, все русские.